# Villnöß
Villnöß (wł. Funes) – miejscowość i gmina we Włoszech, w regionie Trydent-Górna Adyga, w prowincji Bolzano.

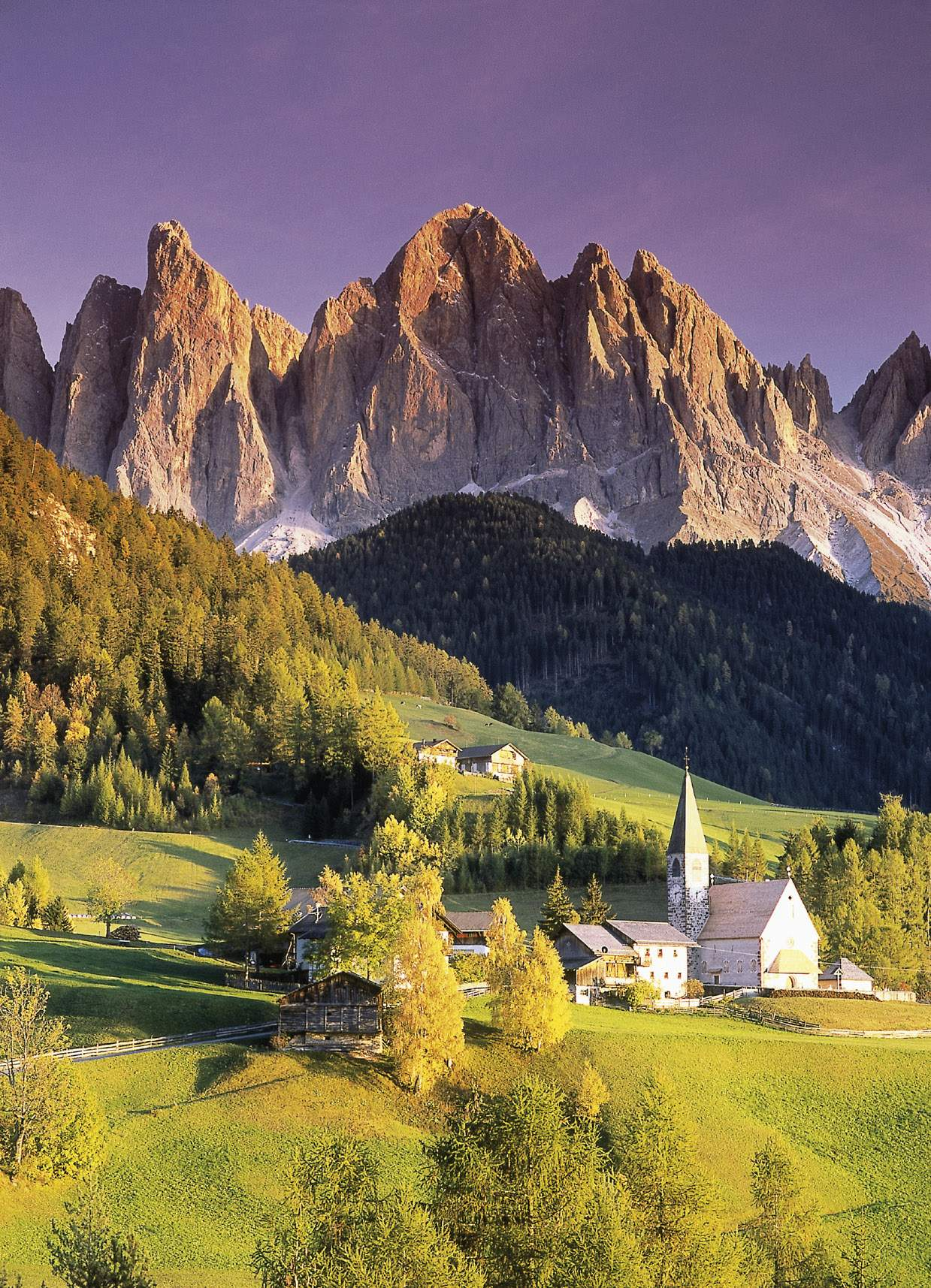
Kościół St. Magdalena

Liczba mieszkańców gminy wynosi 2532 (dane z roku 2009). Język niemiecki jest językiem ojczystym dla 98,72%, włoski dla 0,93%, a ladyński dla 0,35% mieszkańców (2001).
W Villnöß dzieciństwo spędził alpinista Reinhold Messner.